# Костино (Харовский район)
Костино — деревня в Харовском районе Вологодской области.
Входит в состав Разинского сельского поселения, с точки зрения административно-территориального деления — в Разинский сельсовет.
Расстояние по автодороге до районного центра Харовска — 37 км, до центра муниципального образования Горы — 2 км. Ближайшие населённые пункты — Дор, Токарево, Лапиха, Первая Малая, Пундуга, Бурдуковская.
По переписи 2002 года население — 13 человек.